# 14e régiment d'infanterie vieux-prussien
Pour les articles homonymes, voir 14e régiment.
Le 14e régiment d'infanterie est un régiment à pied brandebourgeois-prussien formé en 1626. Au début, il est principalement basé en Prusse-Orientale.

## Dénomination
En 1707, le général de division Kanitz (de) cède le régiment officiel à Friedrich Ludwig Prince d'Orange (1707-1708), qui porte désormais le nom Oranien. Le prince est le fils aîné du futur roi Frédéric-Guillaume Ier, mais il meurt l'année suivante. Le nom est néanmoins resté. Même après la mort du major général Kanitz en 1711, le nom du régiment reste Oranien. Ce n'est que sous le successeur de ce dernier, Finck von Finckenstein, que le régiment devient le régiment Finckenstein en 1713.

## Appréciation
Le régiment est tombé en disgrâce permanente auprès de Frédéric II de Prusse en raison de ses mauvaises performances pendant la guerre de Sept Ans. En 1776, le chef Frédéric d'Anhalt (de) aurait quitté le régiment pour cette raison.

## Garnison
Les garnisons du régiment sont à Pillau, puis Bartenstein, Friedland, depuis 1751 aussi Schippenbeil, des grenadiers se trouvent jusqu'en 1770 à Landsberg, puis en Preußisch Holland.

## Chefs du régiment
- 1626 à 1627 : Hildebrand von Kracht
- 1629 à 1632 : Johann Streiff von Lauenstein (de)
- 1632 à 1634 : Henning von Goetze (de)
- 1634 à 1653 : Adam Valentin von Redern (de)
- 1653 à 1657 : Otto Wilhelm von Podewils (de)
- 1657 à 1679 : Pierre de la Cave (de)
- 1679 à 1688 : Wolfgang Christoph Truchsess von Waldburg (de)
- 1688 à 1689 : Johann Georg von Belling
- 1689 à 1702 : Wilhelm von Brandt
- 1702 à 1708 : Christoph Albrecht von Kanitz (de)
- 1708 : Frédéric-Louis d'Orange, fils de Frédéric-Guillaume Ier
- 1711 à 1736 : Albrecht Konrad Finck von Finckenstein
- 1712 : Prince Frédéric II
- 1736 à 1738 : Andreas Joachim von Kleist (de)
- 1738 à 1768 : Hans von Lehwaldt
- 1768 à 1777 : Frédéric d'Anhalt (de)
- 1777 à 1782 : Johann Christian Wilhelm von Steinwehr (de)
- 1782 à 1786 : Viktor Amadeus Henckel von Donnersmarck
- 1786 à 1794 : Franz Ludolph Ferdinand von Wildau
- 1794 à 1795 : Johann Karl Leopold von Larisch
- 1795 à 1803 : Georges-Frédéric-Henri de Hohenlohe-Ingelfingen (de)
- 1803 à 1806 : Ehrenreich Wilhelm Gottlieb von Besser

## Succession
Le régiment est maintenu en tant qu'unité de troupe lors de la réforme de l'armée de 1806 et a été laissé au corps de L'Estocq en Prusse-Orientale ; il est absorbé par le 4e régiment de grenadiers. Les grenadiers du bataillon 14/16 sont également maintenus et sont transférés au 1er régiment de grenadiers de la Garde.

## Uniforme, équipement
Au milieu du XVIIIe siècle, l'uniforme du régiment se compose d'une veste d'uniforme bleue avec des revers rouges. Sur le revers de brousse rouge et sur les revers de manches ronds et ouverts se trouvent des rubans blancs et rouges. La casquette des grenadiers est blanche, avec une garniture en laiton doré et un pompon rouge. Le drapeau du régiment est bordeaux.